# 陈惺
陈惺（1921年7月—2009年5月15日），中国著名水利工程学家，曾担任河南省水利厅副厅长兼总工程师、联合国粮农组织农田水利专家顾问。陈惺曾参与设计河南板桥水库、宿鸭湖水库等，大跃进时期他明确反对“以蓄为主”的水库修建指导思想，但被打成“右倾机会主义分子”、发配河南信阳，而后来的“河南“75·8”水库溃坝”也成为了世界上最重大的技术灾难之一。

## 人物生平
陈惺1921年7月出生于中华民国江苏省南京市，1944年毕业于国立中央大学水利工程学系。
中华人民共和国建立后，陈惺曾任河南省水利厅副厅长兼总工程师，并参与设计河南板桥水库、宿鸭湖水库等。因在大跃进时期明确反对“以蓄为主”的水库修建指导思想，被打成“右倾机会主义分子”、发配河南信阳，而“以蓄为主”的指导思想最终导致了“河南“75·8”水库溃坝”。
平反后，陈惺曾担任河南省政府技术经济研究中心党组书记、主任，以及河南省第六、第七届人大常委、农工委副主任。他还曾受聘为河南省政府农业咨询，并担任联合国粮农组织农田水利专家顾问。

## 1975年8月河南“75·8”水库溃坝

河南“75·8”水库溃坝洪水淹没范围

大跃进时期“以蓄为主”的水库修建指导思想，当时的河南省水利厅总工程师陈惺当即反对：在平原地区以蓄为主，重蓄轻排，将会造成涝、渍、碱三灾——地表积水过多，会造成涝灾，地下积水过多，易成渍灾，地下水位被人为地维持过高，则利于盐分聚积，易成碱灾。但是，陈惺的意見无人理会，他本人也因此被认为犯了严重右倾的错误，后来又被打成“右倾机会主义分子”、发配河南信阳。最終造成1975年8月河南“75·8”水库溃坝。

对于“以蓄为主”的错误指导思想，陈惺后来回忆道：
这种不正确的一些错误主张，错误措施，我不讲谁敢讲，党外的人不敢讲啊，所以我讲啊，当时在水利上有个很大的错误，就是搞以蓄为主。...... 可以讲没有被当政者所接受，那时候我被定为犯严重右倾错误。
当被问及“板桥事件曾经被海外的媒体评为世界十大技术灾难之首，超过了类似于切尔诺贝利核电站的泄露这样的事件，您会这么看吗？”陈惺回答：“我可以接受。”

## 人物著作
- 《治水无止境》，中国水利水电出版社，2009年6月[1][14]